# Isla Tefa
La isla Tefa es una pequeña isla de las islas Tanga de Papúa Nueva Guinea, situada al este de Nueva Irlanda. Se encuentra al sur de la isla Malendok y al sur de la isla Lif. El asentamiento principal es Tefa.